# Comuna Brestiv, Muncaci
Brestiv (în ucraineană Брестів) este o comună în raionul Muncaci, regiunea Transcarpatia, Ucraina, formată din satele Brestiv (reședința), Lețovîțea și Ploskanovîțea.

## Demografie
Componența lingvistică a comunei Brestiv
     Ucraineană (99,51%)
     Alte limbi (0,49%)
Conform recensământului din 2001, majoritatea populației comunei Brestiv era vorbitoare de ucraineană (99,51%), existând în minoritate și vorbitori de alte limbi.